# Villa Serrana
Villa Serrana es un poblado ubicado en el departamento de Lavalleja de Uruguay, a 25 kilómetros al noreste de la capital departamental, Minas, entre los valles de los arroyos Penitente y Marmarajá. Fue fundada en 1946 como una villa de descanso de estilo europeo. Tiene una población estable de 89 habitantes.
Se accede desde la ruta n.º 8 por dos accesos, ubicados en los kilómetros 140 y 145 (denominadas 1.ª y 2.ª entrada respectivamente). Desde la segunda entrada se recorren tres kilómetros hasta llegar a la pendiente conocida como Piedra Alta, considerada como el límite norte de la Villa.

## Historia
En 1769 una extensa fracción del territorio donde se erige Villa Serrana fue concedida por el gobernador de Montevideo a Francisco Pérez Fontán. El 16 de abril de 1945 se constituyó Villa Serrana S.A. con el objetivo de desarrollar villas residenciales en lugares de naturaleza panorámica. En junio de 1946 la sociedad adquirió terrenos a herederos de Pérez Fontán. 
La sociedad pensó en construir una villa de retiro, cuya atracción radicaría en el exotismo panorámico al abrigo de las laderas de los cerros. Para ello convocó al arquitecto Julio Vilamajó, quien realizaría lo que sería su última gran obra, con la colaboración del joven arquitecto Miguel Ángel Odriozola y otros colegas. Vilamajó recorrió el lugar junto paisajistas extranjeros y reunió estudios con una inquietud exhaustiva. Tenía frente a sí los cerros Guazubirá y Bella Vista, de 365 y 325 metros de altura respectivamente. Consideró que “la arquitectura a planearse estaría íntimamente ligada con los materiales regionales, en tal forma que ella sea un exponente de los productos del suelo o de la industria local”. Entonces, decidió construir sin adaptación topográfica bajo una geometría indiferenciada, tomando la piedra, la madera y la paja como materiales fundamentales para las viviendas.
Villa Serrana fue pensada como un lugar que debía conservarse inmune al desarrollo urbanístico típico de las grandes ciudades. Vilamajó diseñó calles con nombres de árboles: Guazubirá, Coronilla, Lantana, Sombra de Toro, Envira, Canelón, Arrayán, Chalchal, Carobá, Molle, Aruera, Tembetarí, Tala, además de las que posteriormente recibieran los nombres de Julio Vilamajó y del agrimensor Juan Bernasconi, ejecutor del trazado de las calles. También eligió plantar árboles con colores diferentes a los de la vegetación silvestre (árboles con hojas caducas para que el otoño se cargase de vivos colores). Se propuso crear un “jardín a gran escala” cuya diagramación quedase librada a la flora autóctona y al recorrido de otras semillas a través de los picos de los pájaros. 
En los primeros años la sociedad propietaria de las tierras plantó cien mil árboles con una función ornamental. El proyecto inicial explicitaba: "los propietarios tendrán la obligación de conservar las especies naturales, en una proporción de un árbol cada 125 m². En caso que los solares no estén poblados por estas especies tendrán la obligación de plantar árboles a la proporción indicada".
A las zonas del poblado les fueron puestos nombres idóneos de acuerdo a un plan de conservación, de goce de la naturaleza y recreativo, según postulaban los impulsores del proyecto. Se crearon siete barrios: Los Romerillos, Las Vistas, La Leona Alta, La Leona Baja, El Prado, Colmenar de Abajo y Las Cuestas.
En el Valle de la Alegría Vilamajó ideó un mesón o restaurante con el nombre de “Ventorrillo de la Buena Vista”, obra construida en 1946 y declarada Monumento Histórico Nacional en 1979. El nombre del lugar incluye la palabra "ventorrillo", que significa "bodegón o casa de comidas en las afueras de una población". Otro de los edificios ideados por Vilamajó fue el “Mesón de las Cañas”, de 1947, construido sobre la ladera Este del cerro Guazubirá, en las cercanías del Ventorrillo de la Buena Vista. Era una hostería de 12 habitaciones con un amplio salón comedor, terrazas a nivel del suelo y una piscina abierta donde disfrutar la frescura del agua sin salir del entorno.
Sobre la línea baja del valle fue construido en 1958 un lago artificial, embalse y represa sobre el arroyo Miraflores en la afluencia de la cañada de La Leona. El lago fue denominado “Enrique Stewart Vargas”, en homenaje a quien lo diseñó. Stewart también construyó la pequeña represa del Baño de la India en uno de los límites al Este.
Sucesivas decisiones comerciales de la compañía aparejaron una reducción drástica del predio original de 4.000 a 2.500 hás., despojándolo de las tierras destinadas a usos rurales, y el fraccionamiento de zonas expresamente contraindicadas, cumbres y valles, que escasamente alcanzaron a ocuparse. Tras unos años de impulso inicial, con el vuelco masivo de la preferencia vacacional hacia la costa y el virtual abandono de los principales responsables particulares y oficiales, Villa Serrana fue quedando en el olvido del público y en una paulatina decadencia que alcanzó a los emblemáticos edificios de Vilamajó, a pesar de haber sido declarados monumentos históricos.

## Actualidad

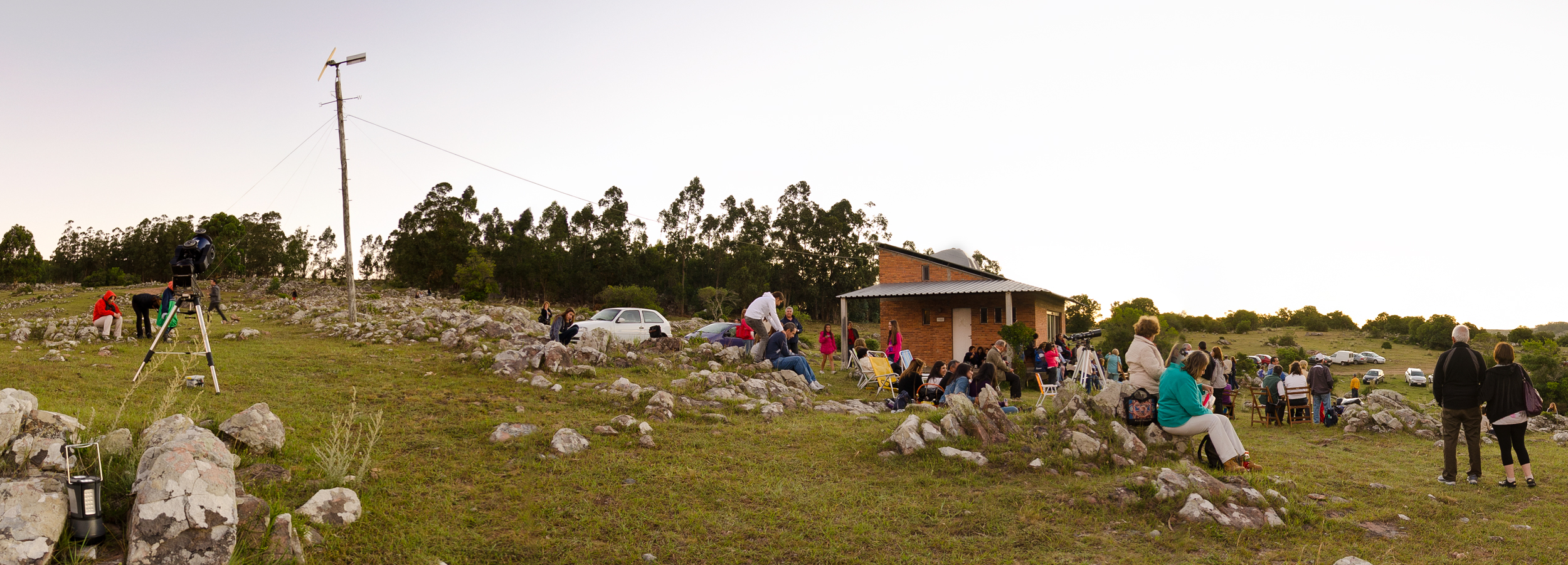
El Observatorio Eta Carinae durante el día del Astrónomo Amateur, el público asistente espera la caída de la noche, 7 de enero de 2012

La localidad tiene 228 viviendas, ubicadas en su mayoría dentro del núcleo más antiguo de Sierra Alta y aún más dispersas en el resto, a las que se suman el Barrio Obrero, un modesto caserío de habitantes permanentes, edificios de servicio público, como un destacamento policial de la seccional 7ª de Lavalleja y la escuela n.º 97, un albergue, un puñado de pequeños almacenes. Una infraestructura elemental completa las instalaciones existentes. También está el Observatorio Eta Carinae fundado en 1997 por el astrónomo Gonzalo Vicino en la periferia de El Bosque.
La falta de presencia pública se traduce en carencias de infraestructura y servicios básicos: falta de transporte colectivo desde la ruta, deficiencias en la disposición de efluentes y carencia de abastecimiento de agua potable. Las calles son de difícil tránsito, incluido el camino de acceso.

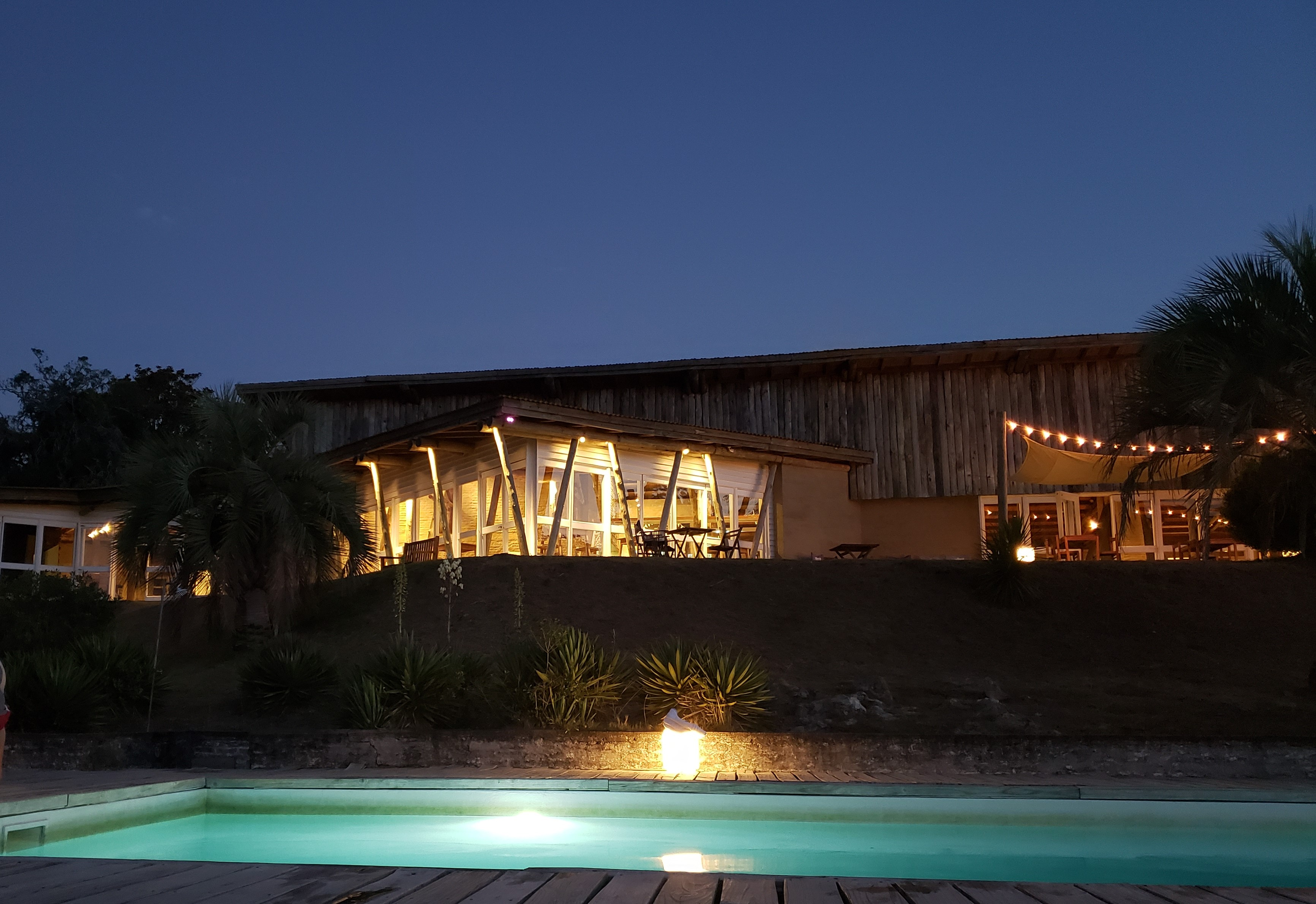
Mesón de las cañas (2022)

El Ventorrillo de la Buena Vista, una de las obras más emblemáticas de la localidad, sufrió un proceso de deterioro importante debido a su abandono. En 2009 se llevó adelante un llamado a licitación para su restauración, en el marco del Programa de Mejora de la Competitividad de los Destinos Turísticos Estratégicos. Las obras fueron inauguradas en agosto de 2011. El proyecto incluyó la construcción de un Centro de Acogida en la primera entrada de la Ruta 8, con servicios básicos para turistas.
Tanto el Ventorrillo de la Buena Vista como el Mesón de las Cañas fueron declarados bienes protegidos por la Comisión del Patrimonio Histórico, Artístico y Cultural de la Nación en 1974.
En diciembre de 2017 la Junta Departamental de Lavalleja emitió un decreto para regularizar las construcciones en las localidades de Villa Serrana y Marco de los Reyes.